# Portada/article juliol 25

## DES
El Data Encryption Standard (DES, Estàndard de Xifratge de Dades) és un mètode de xifratge de dades. El 1976, la Federal Information Processing Standard el va seleccionar com a mètode oficial als Estats Units, i més tard el seu ús s'ha estès arreu del món. L'algorisme va ser motiu de controvèrsia per tres motius: perquè en el seu disseny hi havia elements classificats com a informació confidencial, perquè tenia una clau relativament curta, i perquè se sospitava que l'Agència de Seguretat Nacional (NSA) dels Estats Units tenia una porta falsa per desxifrar-lo. En conseqüència, el DES va ser sotmès a un estudi i una anàlisi acadèmica molt intensos que van impulsar el coneixement modern del xifratge per blocs i la seva criptoanàlisi.
Alguna documentació distingeix entre el DES com a estàndard i l'algorisme DES, que es coneix com DEA (Data Encryption Algorithm, Algorisme de Xifratge de Dades). Quan se'n parla, les sigles DES es poden pronunciar o bé llegint les lletres de l'abreviatura o bé pronunciant l'acrònim com una única síl·laba (des).